# Julia Kowalski
Julia Kowalski (geboren 1979) ist eine französische Regisseurin und Drehbuchautorin. 2015 hatte der von ihr geschriebene poetische Spielfilm Herzensschlucker (französischer Originaltitel Crache cœur, Drehbuchtitel Les désemparés) Premiere bei den Filmfestspielen von Cannes. Kowalski, deren Eltern polnischer Herkunft sind, unterrichtet zudem an der privaten Schauspielschule Cours Florent in Paris.

## Filmographie

### Kurzfilme
- 2002: Miedzylesie, au milieu des bois (Dokumentarfilm über ihre eigenen Großeltern)
- 2006: Bienvenue chez Maciek
- 2007: Art Factotum
- 2010: Antoni w cieniu
- 2012: Musique de chambre
- 2023: J’ai vu le visage du diable

### Spielfilme
- 2015: Herzensschlucker (Crache cœur)

## Auszeichnung
- 2013: „Grand prix du meilleur scénariste“ für Herzensschlucker[1]